# Cobra (sistema di localizzazione d'armi)

Il logo della OCCAR

Il Cobra è un sistema di localizzazione d'armi facente parte di uno dei programmi attualmente gestiti dall'OCCAR.